# Чжан Цинвэй
Чжан Цинвэй (张庆伟; род. 7 ноября 1961, Гирин, Гирин) — китайский ученый-ракетчик и политик, член ЦК КПК 16-20 созывов (с 2002 года), заместитель председателя Постоянного комитета Всекитайского собрания народных представителей 14-го созыва (с 10 марта 2023 года).
Секретарь (глава) парткома КПК провинции Хунань (2021—2023), глава парткома КПК провинции Хэйлунцзян (2017—2021), одновременно её председатель постоянного комитета СНП (как и его предшественник во главе парткома Ван Сянькуй).
В 2011—2017 гг. губернатор пров. Хэбэй.
Прежде генеральный менеджер Китайской аэрокосмической научно-технической корпорации (2001—2007) и председатель Comac (2008—2011).
Член КПК с 1992 года.

## Биография
По национальности ханец, корнями из пров. Хэбэй. Трудовую деятельность начал в 1982 году. В 1978—1982 гг. студент Северо-западного политехнического университета, в 1985—1988 гг. занимался там же на степень магистра, магистр инженерии. В 1982—1985 и 1988—1995 гг. сотрудник Ministry of Aerospace Industry. В частности с 1988 года сотрудник Китайского исследовательского института ракетной техники, где с 1995 года замдиректора департамента, в 1996—1999 гг. вице-президент департамента. С 1999 года вице-менеджер, в 2001—2007 гг. генеральный менеджер Китайской аэрокосмической научно-технической корпорации. В 2008—2011 гг. председатель China Commercial Aircraft Co., Ltd. (Comac).
С августа 2011 года и. о. главы правительства пров. Хэбэй, преемник на этом посту Чэнь Цюаньго. Ни один из троих последних его предшественников на посту губернатора не задерживался на нём более двух лет, все они также ушли на повышение, позанимав должности партийных глав провинциального уровня.
Также он председатель китайской стороны Совета по межрегиональному сотрудничеству при Российско-Китайском Комитете дружбы, мира и развития.
В 2018 году заявлял, что «отношения между Китаем и Россией находятся в лучшем периоде за всю их историю».
Его причисляют в члены так называемого «аэрокосмического клана» (наряду с Юань Цзяцзюнем и Сюй Дачжэ).
10 марта 2023 года на 3-м пленарном заседании 1-й сессии ВСНП избран заместителем председателя Постоянного комитета Всекитайского собрания народных представителей 14-го созыва.